# Assedio di Costantinopoli (1453)
L'ultimo assedio di Costantinopoli (in greco Ἅλωσις τῆς Κωνσταντινουπόλεως; in turco İstanbul'un Fethi), detto anche caduta di Costantinopoli o conquista di Costantinopoli, fu la battaglia che valse la conquista turco-ottomana di Costantinopoli, capitale dell'Impero bizantino, al culmine di un assedio durato 53 giorni, dal 6 aprile al 29 maggio 1453.
L'esercito ottomano era guidato dal sultano ventunenne Maometto II (in seguito soprannominato Il Conquistatore), mentre quello bizantino era guidato dall'imperatore Costantino XI Paleologo. Con la caduta della capitale, ufficialmente conseguente alla morte dell'imperatore Costantino XI Paleologo (1449-1453), cessarono di esistere gli ultimi resti dell'Impero romano d’Oriente, 1058 anni dopo la sua fondazione.
Nonostante Costantinopoli possedesse la cinta muraria più sicura ed impenetrabile d'Europa (e del mondo conosciuto), gli ottomani disponevano di uno strumento bellico d'assoluta avanguardia: il cannone ottomano; per ironia della sorte, questa portentosa invenzione bellica venne inizialmente proposta ai bizantini che, in pieno decadimento, la rifiutarono per l'alto costo. Oltre all'avanzata tecnologia, il rapporto tra ottomani e bizantini era di dieci a uno, salvo poi aumentare di un terzo durante il protrarsi del conflitto.
Secondo alcuni storici, la caduta, alternativamente alla scoperta delle Americhe, è da intendere come la fine del Medioevo e l'inizio dell'era moderna.

## Fonti
La caduta di Costantinopoli fu al centro della narrazione di numerose cronache e resoconti di storici contemporanei. Tra queste, la cronaca del veneziano Nicolò Barbaro, testimone oculare dell'assedio, viene spesso considerata l'opera più completa per ricostruire le vicende accadute nella primavera del 1453. Barbaro annotò infatti accuratamente la cronologia della caduta di Costantinopoli giorno per giorno, sebbene il suo pregiudizio verso i genovesi, ritenuti responsabili di numerosi eventi, traspaia in maniera evidente. Lo scritto fornisce un elenco completo dei nobili veneziani che presero parte alla battaglia e di quelli fatti prigionieri, al netto di alcune imprecisioni e contraddizioni nel testo di Barbaro. Tra gli altri autori latini, anche la lettera dell'arcivescovo Leonardo di Chio, inviata al papa poco dopo la fine dell'assedio, risulta un documento prezioso, nonostante l'autore si dimostri tutt'altro che neutrale verso i Greci. Tra gli altri autori di testi più o meno lunghi che forniscono dettagli sull'assedio in quanto presenti si devono segnalare il genovese Montaldo, Cristoforo Riccherio, lo studioso bresciano Ubertino Pusculo e il soldato fiorentino Tedaldo, a cui si deve il contributo più approfondito.
Tra le fonti greche, il racconto di Giorgio Sfranze è stato oggetto di discussione per diverso tempo con riferimento alla sua attendibilità. Pur avendo il bizantino partecipato all'assedio, l'opera principale a volte nota come Cronaca minore è particolarmente lacunosa sull'evento. L'opinione prevalente è che lo storico avrebbe perso i suoi appunti dopo la sua cattura. Tuttavia, un testo del XVI secolo attribuito a Sfranze e noto come Cronaca maggiore include un resoconto molto più dettagliato dell'assedio di Costantinopoli. A partire dagli anni '30 il testo è stato considerato un falso, attribuibile a Macario Melisurgo, un avventuriero bizantino. Nonostante tutto, alcuni storici dell'assedio come Steven Runciman continuarono a far leva su questo resoconto dei fatti, insistendo sul presupposto che Macario Melisseno si fosse semplicemente limitato a pubblicare gli appunti perduti di Giorgio Sfranze. L'opinione storiografica prevalente tende a considerare il resoconto dell'assedio inaffidabile, così come il resto della Cronaca maggiore.
Sebbene non si abbia conoscenza di resoconti dettagliati di testimoni greci dell'assedio, diversi storici ellenici hanno raccontato gli eventi negli anni successivi, tra cui innanzitutto Ducas e Laonico Calcondila. Il primo si distingue perché è l'unico a menzionare l'episodio della Kerkoporta; il secondo, ammiratore di Erodoto e Tucidide, scrive in uno stile «classico e volutamente arcaico». Anche Critobulo, sebbene non avesse partecipato alla battaglia, indica qualche elemento utile per ricostruire l'evento. Il suo vivido racconto, che si lascia talvolta chiaramente andare a toni morbidi perché Critobulo era un funzionario al servizio del sultano, a cui tra l'altro è dedicata la sua opera, non manca di interesse se non altro per il ricorso a fonti a volte greche, a volte turche.
Vi sono anche due cronache slave di un certo interesse che forniscono una ricostruzione della battaglia, di cui una prima è Il Diario del Giannizzero Polacco scritto da un certo Michele d'Ostrovica in un misto di polacco e antico slavo. Nel maggio 1453 Costantino di Ostrovica era un membro del distaccamento inviato da Đurađ Branković. Il suo testo è interessante perché illustra il punto di vista di un cristiano convertito all'Islam e combattente all'interno delle truppe ottomane (si arruolò nel corpo dei giannizzeri dopo l'assedio).
Il secondo testo slavo, la Cronaca Slava, fu redatto in diverse lingue e l'autore risulta sconosciuto, malgrado la versione russa sia a nome di un certo Nestor Iskander. È molto probabile che lo scrittore avesse preso parte alla battaglia, considerata la precisione e la cura delle descrizioni. Malgrado alcuni errori notevoli, sia in termini di date che di aggiunta di personaggi immaginari come un patriarca o un'imperatrice, l'opera non può essere ignorata. Quanto alle fonti ottomane, esse risultano sorprendentemente poche, specie se paragonate alla risonanza riscossa dall'evento storico nel resto del continente. Si può citare a tal proposito il resoconto di Tursun Beg, che fu forse un testimone oculare dell'assedio e che racconta anche il primo ingresso di Maometto II nella Cattedrale di Santa Sofia, e quello di Sa'ad ed-Dīn, completato però cronologicamente più tardi. Tuttavia, ad eccezione dell'assalto finale, i cronisti ottomani dedicano poco tempo a descrivere l'assedio, e preferiscono concentrarsi sugli aspetti politici. In ultimo, bisogna ricordare che testi successivi come quello di Evliya Çelebi nel XVII secolo sono infarciti di dettagli fantasiosi.

## Antefatti

### Impero Bizantino

L'Impero bizantino nel XV secolo.

Costantinopoli fu fondata nel 330 d.C. sotto l'imperatore romano Costantino I. Negli undici secoli successivi, la città fu assediata molteplici volte, ma fu conquistata precedentemente soltanto durante la Quarta Crociata nel 1204. I crociati proclamarono l'Impero latino di Costantinopoli, che comprendeva la città e alcuni territori circostanti, mentre il resto dell'impero si divise in una serie di Stati successori, come Nicea, Epiro e Trebisonda.
I Nicei riuscirono ad eseguire la riconquista di Costantinopoli a scapito dei latini nel 1261, ristabilendo l'Impero bizantino sotto la dinastia dei Paleologi. Nonostante ciò, l'Impero andò incontro ad una lenta ed inesorabile decadenza, perdendo gradualmente territori in guerre contro serbi, bulgari ed in particolare turchi ottomani.
Per avere un'idea di quanto fosse grave e inesorabile il declino della città all'inizio del XV secolo basta prendere come esempio i dati relativi ai proventi delle dogane sui Dardanelli: le dogane genovesi fruttavano alla città ligure 200000 monete d'oro, Costantinopoli dalle sue dogane imperiali ne ricavava appena 30000. La città durante il XV secolo perse abitanti e prosperità economica: l'antico splendore degli edifici andò in rovina e la sua moneta perse il suo valore di un tempo, il commercio europeo con l'Asia era entrato in crisi per la competizione con i mongoli.
Alla vigilia dell'assedio, l'impero estendeva i suoi confini poco oltre Costantinopoli e nel Peloponneso.
Nonostante ciò la capitale continuava ad essere ritenuta l'insediamento più sicuro al mondo. Lo storico Fernand Braudel la definì «una città isolata, un cuore, rimasto miracolosamente vivo, di un corpo enorme da lungo tempo cadavere».
Temendo un possibile attacco navale lungo le coste del Corno d'Oro, Costantino ordinò che fosse posta una catena difensiva all'imboccatura del porto della città, che poteva essere alzata o abbassata, lasciando entrare gli alleati e impedendo l'accesso agli ottomani; la catena, oltre che la fortificazione delle Mura Teodosiane, servirono ai bizantini per prendere tempo, in attesa di rinforzi europei.
Al disperato grido di aiuto di Costantinopoli risposero solo una squadra di catalani, napoletani (tra i quali perse la vita, sotto le mura della città di Costantinopoli, il duca di Venosa Gabriele del Balzo Orsini), veneziani e 700 genovesi guidati dal Nobile Condottiero e Capitano Genovese Giovanni Giustiniani, accolti con esultanza ed applausi, giunti con una spedizione finanziata dallo stesso Giustiniani, amico personale dell'imperatore, provenienti in 400 dall'avamposto della Superba sull'isola di Chio e in 300 dal porto di Genova. Il Giustiniani per il suo curriculum di comando (nonostante la giovane età era già stato governatore di molte città-colonie genovesi), successi in battaglie nell'Egeo e nel mar Nero, e difese in assedi con inferiorità numerica, fu posto da Costantino al comando delle forze della città.
L'imperatore bizantino Costantino XI chiese aiuto alle altre potenze cristiane per la difesa della città, ma ottenne magri risultati. Anche perché il Papa attendeva dal concilio fiorentino del 1440 la riunificazione della Chiesa d'Oriente con quella d'Occidente (che venne finalmente proclamata il 12 dicembre 1452, tra contrasti con la popolazione bizantina). La Repubblica di Venezia, intenzioni a parte, mantenne la flotta ormeggiata a Negroponte, anche dopo l'episodio dell'affondamento dell'imbarcazione di Antonio Rizzo, lasciando tuttavia ai propri mercanti piena libertà di decidere se rimanere neutrali o schierarsi a favore dei bizantini, mentre la Repubblica di Genova mantenendo un comportamento ambiguo consentì ai propri mercanti di stringere accordi commerciali con la capitale inviando truppe difensive ben equipaggiate ed addestrate.

### Impero Ottomano

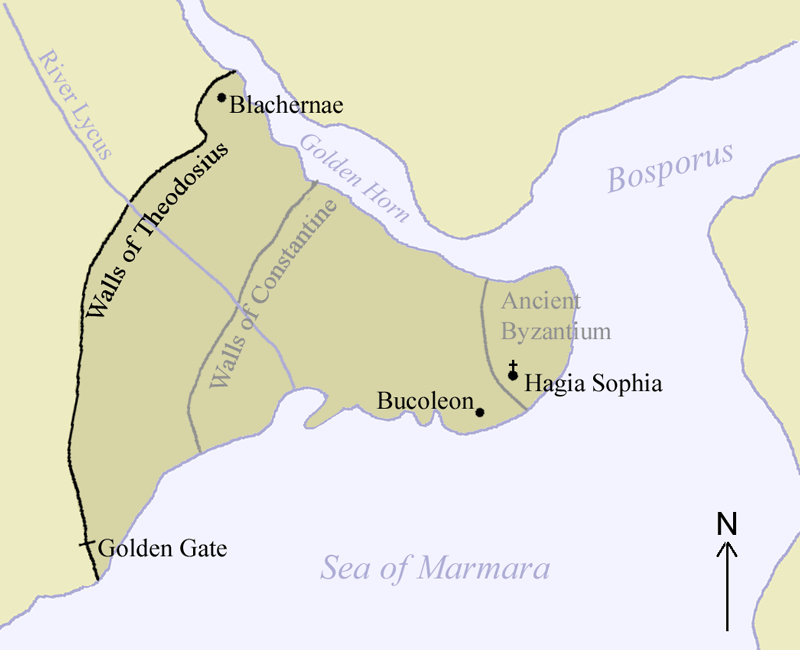
Costantinopoli cinta dalle sue Mura

Maometto II succedette al padre all'età di diciannove anni. Molte corti europee acclamarono la sua salita al trono perché erano fiduciose che l'inesperienza del giovane sultano avrebbe portato in rovina l'Impero Ottomano.
All'inizio del 1452 iniziarono i lavori per la costruzione di Rumelihisarı sul lato europeo del Bosforo, parecchi chilometri a nord di Costantinopoli. La nuova fortezza si trovava direttamente dall'altra parte dello stretto rispetto alla fortezza di Anadoluhisarı, costruita dal sultano Bayezid I. La coppia di forti assicurava il controllo del traffico commerciale diretto a Costantinopoli.
Maometto ingaggiò inoltre numerosi ingegneri arabi ed europei per potenziare l'artiglieria ottomana, in particolare fu appositamente progettato e costruito dall'ingegnere ungherese Urban il cannone ottomano, capace di 5 colpi al giorno, ma in grado di sgretolare le mura teodosiane di costruzione tardo-romana con palle di granito di 63 centimetri pesanti 350 kg;
Nell'ottobre 1452, Maometto inviò un'importante guarnigione nel Peloponneso per impedire a Tommaso e Demetrio, despoti di Morea, di fornire aiuti a loro fratello Costantino durante l'imminente assedio.
Alla vigilia dell'assedio gli ottomani schierarono un numero tra i 50 mila e gli 80 mila soldati, compresi tra i 5 mila e i 10 mila giannizzeri, 1500 cavalieri serbi che Đurađ Branković fu costretto a fornire come parte del suo obbligo nei confronti del sultano ottomano.

### Europa
Costantino XI comprese rapidamente le reali intenzioni di Maometto e si rivolse celermente all'Europa cattolica in cerca d'aiuto, incorrendo però in seri problemi per l'antagonismo centenario tra Europa cattolica ed Europa ortodossa.

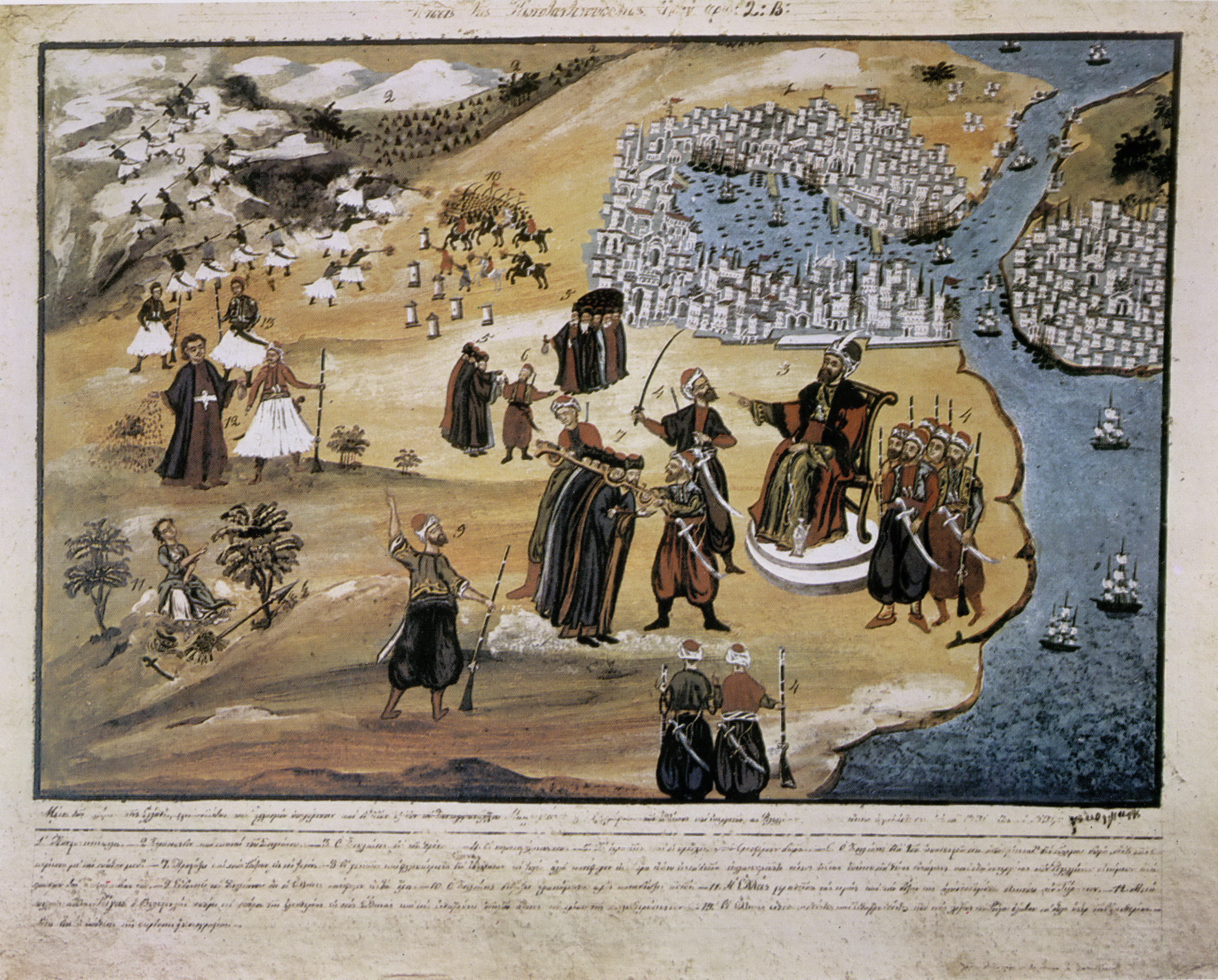
Dipinto di Panagiotis Zographos raffigurante la caduta di Costantinopoli. Quest'opera, che rientra nella serie di dipinti sulla guerra d'indipendenza greca, ritrae sulla sinistra Rigas Feraios, uno dei primi sostenitori dell'idea di una Grecia libera

Nonostante da tempo si cercasse un accordo per un'unione tra le due chiese, come al Secondo Concilio di Lione nel 1274 e il Concilio di Firenze nel 1439, l'odio etnico latente tra cattolici ed ortodossi, dovuto ad episodi come il Massacro dei Latini od al Sacco di Costantinopoli, vanificò ogni sforzo di avvicinamento; quando Rumelihisarı fu completata, Costantino scrisse al Papa promettendo di attuare l'unione, in cambio di aiuti militari latini. Sebbene papa Niccolò V, tentò di muovere l'Europa in guerra, non riuscì ad esercitare l'influenza sperata dai bizantini, molte delle grandi potenze, come Francia e Inghilterra, devastate dalla Guerra dei Cent'anni, i regni di Castiglia ed Aragona, impegnate nella Reconquista, il Sacro Romano Impero, dilaniato da guerre intestine, ed Ungheria e Polonia, appena sconfitte dall'Impero Ottomano (Battaglia di Varna, 1444), non furono in grado di fornire importanti rinforzi.
Giunsero in soccorso bizantino, da parte del papa, duecento arceri gestiti da Isidoro di Kiev e navi cariche di vettovaglie, da parte di Genova settecento uomini gestiti da Giovanni Giustiniani, da parte di Venezia, alcune navi nelle vicinanze della città e dal Regno di Napoli un contingente di 200 arcieri capitanati da Gabriele Orsini del Balzo, in ogni caso il contributo occidentale non fu sufficiente a controbilanciare le forze ottomane.

## Svolgimento

### Inizi
L'assedio iniziò il 2 aprile 1453. Maometto II inizialmente inviò un dispaccio a Costantino per incitarlo alla resa in cambio di magnanimità. L'imperatore rispose con questo celebre messaggio:
(Costantino XI Paleologo)

Procedendo dall'esterno verso la città si trovava dapprima un fossato largo 18 metri e profondo 7, seguito da un parapetto. Poi, intervallato da un ampio terreno, si incontrava la Cinta Esterna. Era alta 7 metri e spessa circa 3. Ancora uno spazio, e si arrivava alla Cinta Interna, alta 12 metri e spessa un po' meno di 5 metri, munita di torri alte 16-18 metri.

Gli insediamenti bizantini fuori dalla cinta muraria di Costantinopoli, come la fortezza di Therapia sul Bosforo ed un più piccolo forte in un villaggio sul Mar di Marmara, furono presi in pochi giorni. Le Isole dei Principi furono conquistate dalla flotta dell'ammiraglio Baltoglu.

Dapprima l'assedio non fruttò come sperato da Maometto: il sultano intendeva aprire una breccia per le mura che difendevano il lato della città terrestre, ma gli enormi cannoni, progettati per lui dall'ingegnere ungherese Urban, non furono in grado di sparare contro le spessissime mura oltre pochi proiettili al giorno (le notevoli dimensioni e i lunghi tempi di ricarica ne limitavano l'efficacia, inoltre necessitavano di tempo per raffreddarsi, per non rischiare cedimenti del metallo, limitando la potenza di assalto a circa 5 colpi al giorno), dando tempo ai Bizantini di riparare i danni; a questo compito si dedicavano anche i cittadini estranei alle armi, come anziani, donne e bambini.

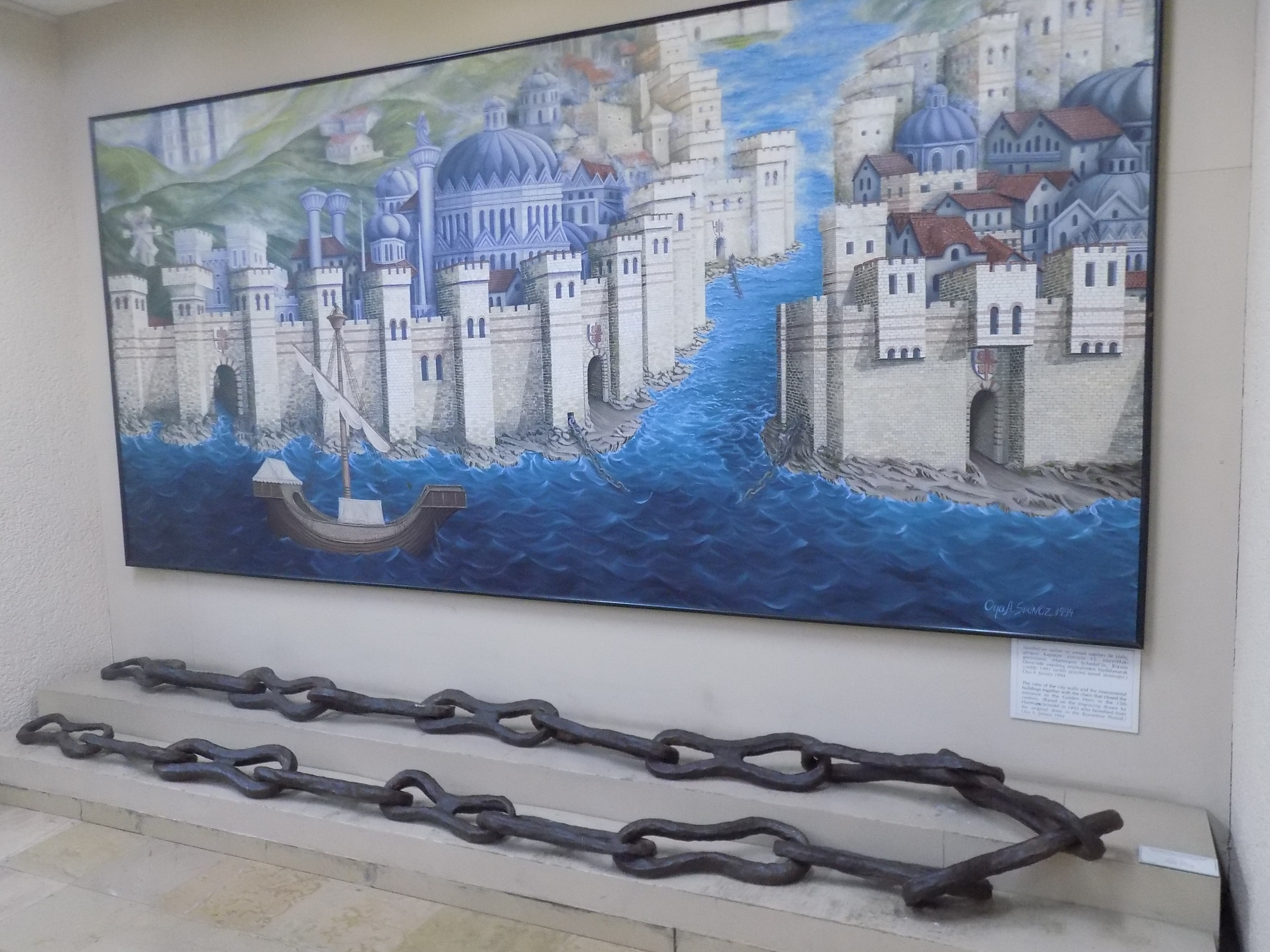
Un pezzo della catena del Corno d'Oro, conservata ai Musei archeologici di Istanbul

Anche i tentativi della flotta turca di entrare nel Corno d'Oro, l'insenatura in cui si trovava il porto della città, furono frustrati da una gigantesca catena che ne chiudeva l'ingresso, tesa da Giustiniani con un argano dalla torre genovese di Galata e lunga quasi 2 chilometri.
La coraggiosa resistenza di Giustiniani fu alimentata dall'attracco il 20 aprile nel porto bizantino di 3 navi genovesi con rinforzi militari e una nave bizantina con vettovaglie e grano, provenienti dalla Sicilia, promesse e pagate a noleggio dal Papa, che con manovre tecniche marinaresche oltre ogni immaginazione erano riuscite a passare indenni nel mar di Marmara, nonostante i fallimentari tentativi della numerosa flotta turca, gestita da Solimano Baltoğlu, fino al quartier generale di Giustiniani a Pera, talvolta separandosi talvolta affiancandosi a formare una fortezza marina addirittura legando tra loro le imbarcazioni, procedendo a remi, a vela e persino con correnti avverse e nonostante le vele fossero in fiamme, abbattendo tutti i nemici e tutte le navi affrontate, provocando oltre un migliaio di vittime a fronte di solo 23 marinai uccisi. La leggenda narra che Maometto stesso, vedendo la sua flotta in difficoltà sia entrato in mare col suo cavallo per affrontare i genovesi, verso il tramonto i rinforzi furono accolti a Pera con grandissimi festeggiamenti rinfrancando tutti i latini e greci che ormai combattevano fianco a fianco sotto gli ordini del genovese.
Il sultano dunque impose ai suoi uomini un'impresa colossale: per aggirare la catena, venne iniziata a costruire il 22 aprile una passerella di legno unta con grasso, lunga due chilometri, sul lato nord del Corno d'Oro, sopra la quale gli schiavi spinsero in salita a forza di braccia le navi per raggiungere le acque dall'altra parte seppur con gravi perdite nella pericolosa e ardua impresa. Gli assediati, al vedere l'impresa, furono colti dal panico: pare che un'antica profezia annunciasse che Costantinopoli sarebbe caduta solo "quando le navi avessero navigato sulla terra". Anche un'eclissi lunare che si verificò la notte del 22 maggio fu interpretata come un cattivo auspicio dai difensori della città, e successivamente un temporale fortissimo inondò la parte bassa di Costantinopoli.

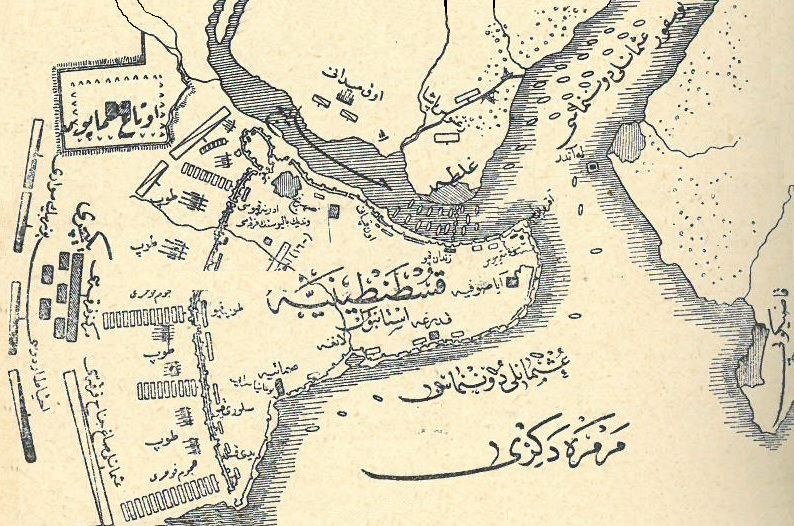
Mappa del 1911 dell'assedio in turco ottomano.

Dopo una riunione tra capitani greci, veneziani e genovesi, scoppiarono comunque furibonde liti poiché appariva chiaro che senza una strategia i difensori sarebbero riusciti soltanto a prolungare di qualche giorno la difesa della città che dopo le numerose perdite ottomane contava ancora una inferiorità di circa 1 a 11. I genovesi pensarono un attacco navale proiettato da Pera ma non riuscirono a mettersi d'accordo. I veneziani allora presero l'iniziativa al comando di Giacomo Cocco di tentare nottetempo una sortita per incendiare la flotta turca: carichi di materiale infiammabile si diressero verso le ammiraglie nemiche.La notte del 28 aprile due galee genovesi e tre fuste veneziane lasciarono il porto, precedute da due navi (una veneziana ed una genovese), foderate di sacchi di cotone e di lana che avrebbero dovuto incendiare le navi turche.
L'impeto guerriero di Cocco lo portò a decidere di lanciarsi alla testa dello squadrone cristiano per essere il primo ad attaccare i turchi. I turchi però erano stati avvertiti da una spia genovese ed erano in attesa dell'attacco. Giacomo Cocco morì durante l'azione colpito dall'artiglieria e i restanti compagni furono massacrati dalla potenza di fuoco turca; in pochi ripararono a nuoto salvandosi. I prigionieri vennero impalati ed esposti ai bizantini, che, in rappresaglia, giustiziarono circa 260 prigionieri ottomani sulle mura, in buona vista.

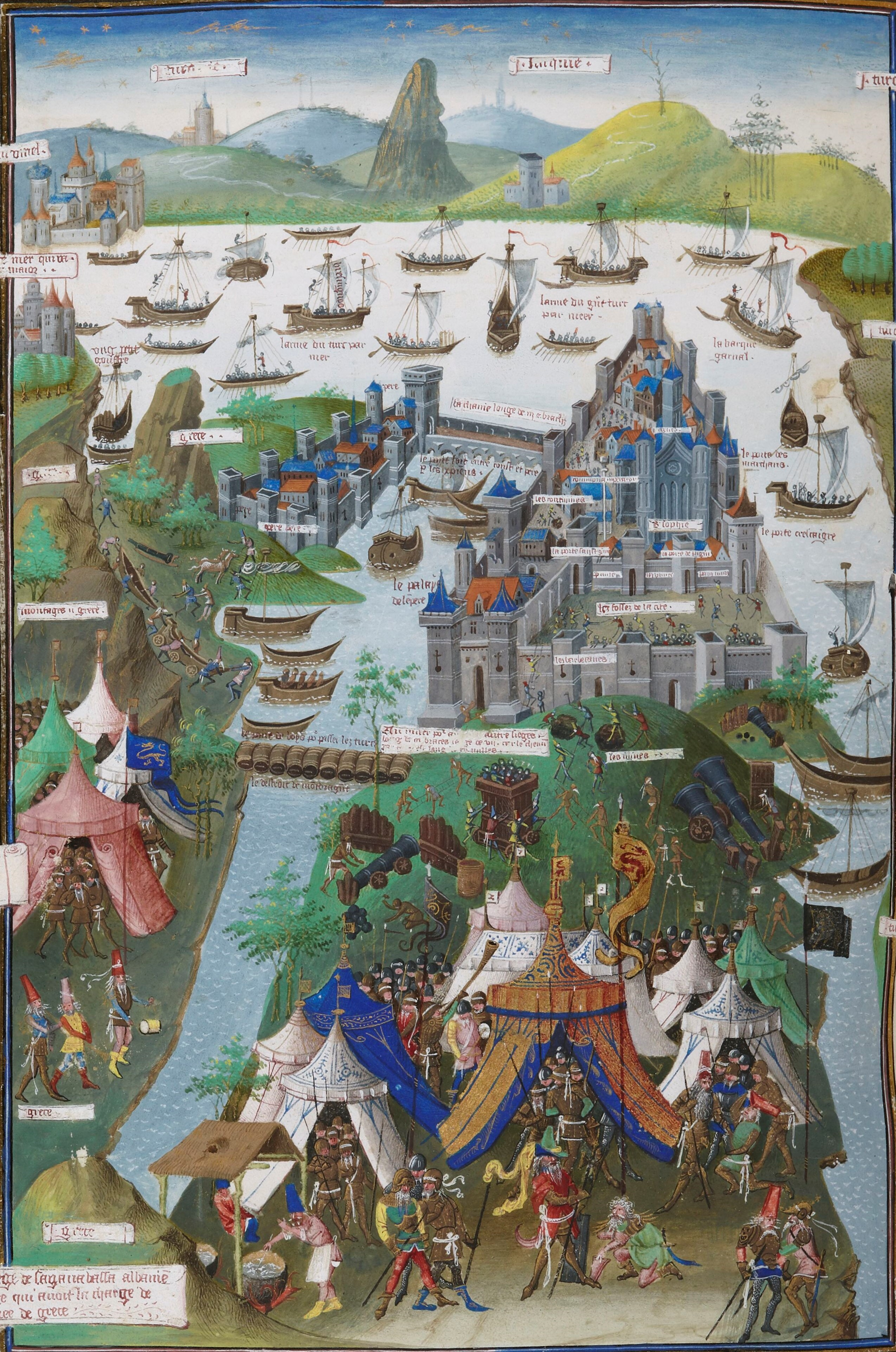
L'assedio di Costantinopoli (1453), miniatura francese di Jean Le Tavernier, Bibliothèque nationale, Parigi

L'esercito ottomano aveva più volte attaccato rovinosamente le mura. Il veneziano Niccolò Barbaro, descrivendo nel suo diario una di queste cariche dei giannizzeri, scrisse:
(Nicolò Barbaro)
Nel tentativo di aprirsi la strada nelle fortificazioni teodosiane, Maometto II inviò anche una squadra di artificieri in un cunicolo scavato sotto le mura, per farle saltare con dell'esplosivo; il tentativo venne però frustrato dall'accortezza del mercenario tedesco giunto con il contingente genovese Johannes Grant, che, assieme ai suoi uomini, intercettò il primo tunnel nella notte del 16 maggio ed i successivi il 21, 23 e 25. Contrastò i tentativi ottomani di incursione interrando delle contromine, o riempendo di fuoco greco le gallerie. Una volta che un esplosivo detonava, le truppe bizantine irrompevano nel traforo. Il 23 maggio i bizantini catturarono e torturarono due ufficiali turchi, che rivelarono l'ubicazione di tutti i tunnel, facendo sventare definitivamente ogni tentativo di aggiramento delle mura.
Dopo le scoraggianti sconfitte Maometto tenne un consiglio con i suoi alti ufficiali. Uno dei suoi visir, il veterano Halil Pasha, che aveva sempre disapprovato i piani di Maometto, lo spronava a desistere dall'assedio di fronte alle recenti avversità. Fu invece incitato a proseguire l'assedio da Zagan Pascià.

### Assalto finale
A questo punto il sultano, supponendo che veneziani e genovesi avrebbero inviato a breve altre navi forti del fatto che la spedizione noleggiata dal Papa aveva funzionato, progettò di assaltare e distruggere le mura direttamente con la forza di un attacco frontale finale con tutte le truppe, sapendo che i difensori bizantini si sarebbero stancati prima delle sue milizie - che erano state rimpolpate da ulteriori 60000 uomini di rinforzo. L'attacco finale sarebbe stato sferrato il 29 maggio, in quanto degli astrologi gli avevano predetto che quel giorno sarebbe stato fortunato per lui. La sera del 27 maggio Maometto II fece la seguente orazione ai suoi uomini, spronandoli e promettendo loro una doppia paga:
(Maometto II)

Nelle 36 ore dopo la decisione di attaccare, gli ottomani si diedero al lavoro per la preparazione dell'offensiva generale. Da parte bizantina, una piccola flotta veneziana di 12 navi, dopo aver pattugliato l'Egeo, raggiunse la capitale il 27 maggio e riferì all'imperatore che nessuna grande flotta veneziana di soccorso era in arrivo.

Mappa di Costantinopoli con la disposizione delle forze bizantine di difesa (rosso) e le forze assedianti ottomane (verde)

La notte del 28 maggio fu celebrata nella basilica di Santa Sofia l'ultima messa cristiana, a cui assistettero sia i greci che i latini. I Bizantini erano disperati, e si abbandonarono alle lacrime. In quei giorni fecero sfilare in processione l'immagine della Vergine, sperando invano che ella li avrebbe salvati dalla capitolazione; l'immagine durante i cortei cadde alcune volte a terra e ciò fu considerato un ulteriore segnale nefasto. Le mura delle città erano ormai in cattivo stato per i continui cannoneggiamenti, e il basileus, per pagare le sue truppe, fu costretto dalla carenza di denaro a spogliare le chiese della città. Giustiniani fece riparare le numerose falle e brecce delle mura cannoneggiate, con cocci, legna e tutto ciò che si poteva trovare, facendo costruire alcune palizzate, e pose i suoi a difesa della Porta d'Oro, la più vulnerabile e più colpita.
Alla vigilia dell'assalto finale, erano stati esplosi 5 mila colpi di cannoni, con un utilizzo di circa 25 mila chili di polvere da sparo.
Il giorno dopo i Turchi concentrarono gli attacchi verso la Porta d'Oro, nel settore effettivamente più vulnerabile delle mura, il Mesoteichion (dal greco Μεσοτείχιον, muro di mezzo), lanciandosi alla carica per ben tre volte.
Dopo la festa ortodossa di Pentecoste, attorno all'una di notte fu inviata la prima schiera di ottomani, composta dagli azap e dai mercenari dei Beilicati d'Anatolia. I greci si difesero con accanimento e, attorno alle quattro del mattino, respinsero le truppe nemiche arrecando ingenti perdite. Il sultano ordinò l'attacco dei reparti muniti di equipaggiamento migliore, che riuscirono, dopo intensi combattimenti, ad aprire un varco nella linea di difesa bizantina, che fu prontamente richiuso da Costantino. Al mattino Maometto scagliò l'attacco finale inviando le truppe d'élite: i giannizzeri. Giustiniani fu ferito più volte dai turchi, che irrompevano nella città attraverso una breccia nelle mura; i battaglioni genovesi lo raccolsero e si ritirarono in città. Alla vista di quel corteo attorno al capitano genovese morente, i sopravvissuti caddero in disperazione, privi della guida del valoroso e carismatico difensore della Porta.

#### La ritirata
Alcuni Genovesi fuggirono a Galata, mentre altri si imbarcarono sulle loro navi caricando il loro condottiero ferito a morte facendo rotta su Chio, dove Giustiniani morì due giorni dopo per le conseguenze del colpo subito. La defezione genovese suscitò sgomento e disperazione. L'imperatore Costantino tentò di guidare un contrattacco, alla testa dei suoi uomini e degli spagnoli di don Francisco di Toledo, ma scomparve nella mischia. La Chiesa ortodossa lo considerò in seguito santo e martire. Mentre i soldati turchi erano impegnati a razziare, il comandante veneziano Girolamo Minotto guidò fuori dal Corno d'Oro i cittadini profughi con la restante marina, e cioè otto navi veneziane, sette genovesi e sei bizantine. Alcuni soldati greci tornarono alle proprie case per proteggere le loro famiglie, il resto si arrese o si suicidò gettandosi dalle mura della città. Le mura di Costantinopoli erano piene di morti e di morenti, di quelli che avevano difeso le mura, non era rimasto quasi più nessuno vivo, i cittadini che rimasero nella città vennero prevalentemente uccisi o resi schiavi.

#### Le razzie

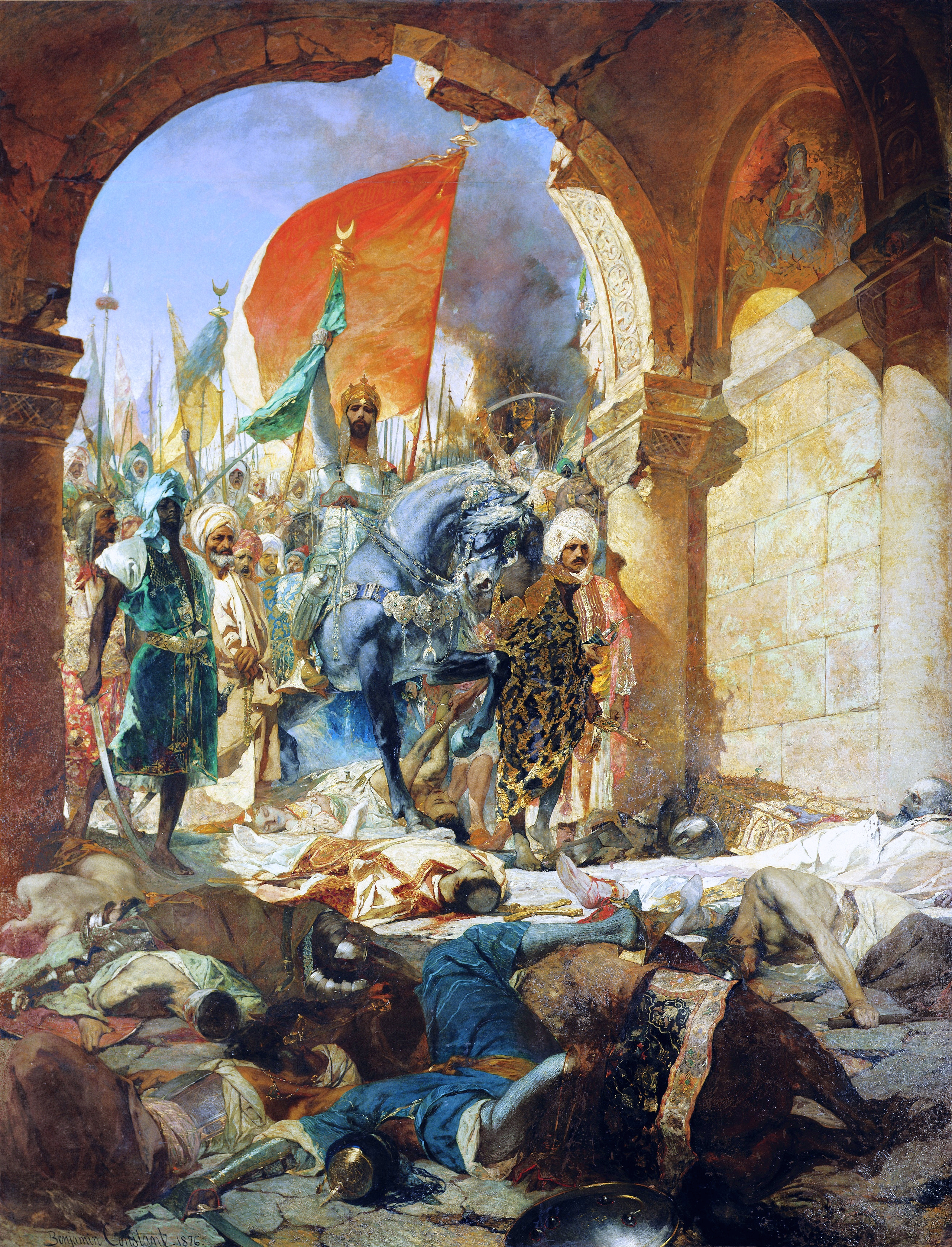
Entrata del sultano Maometto II a Costantinopoli, Benjamin Constant, olio su tela, Musée des Augustins, Tolosa, Francia

Entro mezzogiorno i centri economici e culturali della città furono definitivamente presi e gli ottomani iniziarono con le razzie.
A mezzogiorno le strade di Costantinopoli erano ingombre di cadaveri, le case erano vuote, visto che gli ottomani stavano uccidendo e catturando donne e bambini, che le cronache cristiane diranno essere stati stuprati e poi impalati. Le medesime cronache affermano anche che le chiese furono distrutte, le icone tagliate, i libri bruciati. Il palazzo imperiale bizantino, palazzo delle Blacherne era deserto, e l'icona più venerata dai bizantini, la Vergine Odigitria ("condottiera"), fu tagliata in quattro pezzi.
Alla basilica di Santa Sofia, chiesa madre di tutta la chiesa ortodossa, i preti stavano celebrando la messa mattutina; quando sentirono gli Ottomani arrivare, sbarrarono la grande porta di bronzo, ma gli ottomani la sfondarono a colpi d'ascia, i preti furono uccisi e sgozzati sopra l'altare. In chiesa vi era una grande massa di gente che, venuta a sapere che i Turchi stavano per arrivare si era raccolta in chiesa nell'attesa di un angelo che, secondo una tradizione, avrebbe cacciato i Turchi da Costantinopoli quando l'avrebbero espugnata. La basilica fu trasformata in una moschea e i mosaici dorati che rappresentavano Cristo Pantocratore vennero coperti da uno strato d'intonaco.
I saccheggi durarono solamente un giorno, visto che il sultano si rese conto che se avesse lasciato la città in mano dei suoi uomini per i tre giorni che aveva promesso, Costantinopoli sarebbe stata rasa al suolo. Quando Maometto seppe della sopravvenuta morte del Giustiniani in patria, ne celebrò i funerali a Costantinopoli, dove il genovese fu ricordato dal sultano come un uomo speciale dalle molte qualità arrivando ad affermare che lui da solo valeva più di tutti i bizantini messi insieme.
L'affidabilità delle cronache di parte è - come evidente - abbastanza scarsa. Pur in un quadro di ampie e incontestabili distruzioni, di violenze di ogni genere, di razzie, numerose chiese in realtà sfuggirono però alla furia delle truppe vincitrici e alla trasformazione in moschee. La grande chiesa dei Santi Apostoli - seconda solo a Santa Sofia - fu riconsegnata poco tempo dopo al Patriarca Gennadio e divenne la nuova sede del patriarcato. Pochi anni dopo fu abbandonata a causa della sua fatiscenza e dell'insediamento di numerosi Turchi nelle vicinanze, ed infine distrutta nel 1462 per la costruzione della moschea di Fatih. Non subì danni la chiesa del Pammacaristos, che fungeva da monastero e divenne sede del Patriarcato dopo i S. Apostoli. Altrettanto può dirsi della chiesa di S. Demetrio Kanavou, presso le Blachernae, tuttora esistente - seppure ricostruita - ed aperta al culto. La chiesa della Peribleptos a Psamathia rimase in funzione fino al metà del XVII secolo, quando fu assegnata dal Sultano ai cristiani Armeni. È tuttora aperta al culto.
La piccola chiesa di S. Giorgio dei Cipressi non ebbe fastidi, come la chiesa di Sant'Andrea in Krisei, convertita in moschea alcuni decenni dopo. La chiesa-convento del Myrelaeon rimase funzionante fino alla fine del XV secolo.
Un tentativo di Bayezid II di requisire le proprietà ecclesiastiche fu bloccato dal patriarca Dioniso I che riuscì a dimostrare che Mehmet Fatih aveva concesso alla Chiesa greca di rimanere proprietaria dei beni ecclesiastici della città, e anche un decreto del sultano Selim I di convertire con la forza tutti i suoi sudditi cristiani di Costantinopoli non fu attuato a causa delle obiezioni sollevate dai religiosi musulmani. La rinnovata volontà di requisizione di ogni chiesa fu vanificata dall'intervento di tre anziani giannizzeri che giurarono che il Conquistatore aveva concesso che le proprietà della Chiesa non fossero ulteriormente espropriate nel momento in cui il Patriarcato aveva riconosciuto, arrendendosi, la nuova realtà verificatasi con la conquista della "Seconda Roma". Dopo cinquantatré giorni, compresi tra il 6 aprile al 29 maggio 1453, la capitale bizantina era stata infine espugnata.

## Conseguenze

### Politiche

#### Scomparsa di un impero moribondo

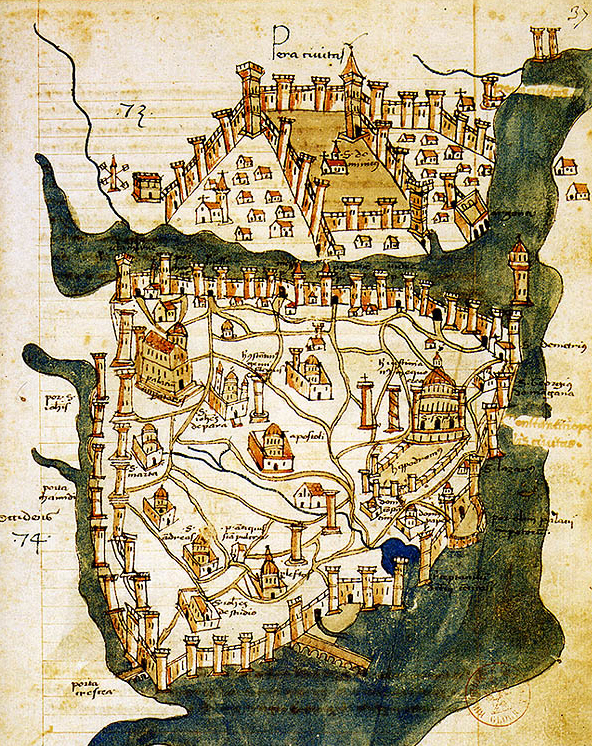
Mappa di Costantinopoli (1422), del cartografo fiorentino Cristoforo Buondelmonti, che mostra Péra, a nord del Corno d'Oro. Questa colonia genovese, creata in seguito alla riconquista di Costantinopoli da parte di Michele VIII nel 1261, simboleggia la concorrenza commerciale delle repubbliche italiane che rovinò l'impero bizantino

La presa di Costantinopoli nel 1453 cristallizzò il definitivo declino che stava vivendo l'Impero bizantino, i cui ultimi possedimenti comprendevano il Despotato di Morea, l'Impero di Trebisonda e il Principato di Teodoro, sopravvissuti rispettivamente fino al 1460, 1461 e 1475. Il declino dell'impero era iniziato diversi secoli prima ed ebbe molte cause, la principale delle quali fu il saccheggio della capitale avvenuto durante la Quarta crociata del 1204, che inaugurò la morsa di Venezia e Genova sulle isole e sulle fonti di prosperità bizantine, coinvolgendo l'impero in guerre costose e spesso disastrose. Da quel momento in poi, l'Impero ottomano poté progressivamente conquistare il territorio romeo, scarsamente difeso da un esercito ormai allo sbando per mancanza di risorse finanziarie e umane, senza difficoltà. Appare dunque ovvio che l'Occidente giocò senz'altro un ruolo significativo nella caduta di Costantinopoli, soprattutto perché aveva speso nei secoli precedenti numerose risorse che resero più fragile Bisanzio, anziché arginare l'avanzata turca. Il disinteresse dell'Occidente cristiano per l'Impero bizantino nel 1453 fu però soltanto uno dei fattori da tenere presente; Steven Runciman e Georgij Ostrogorskij ritengono che l'ingerenza di alcuni sovrani occidentali, come ad esempio Alfonso V di Aragona, non mirava a salvare Costantinopoli, ma a ricostituire un Impero latino d'Oriente. Va segnalato, comunque, il forte disinteresse della Santa Sede e di Venezia, poiché erano entrambe convinte, come altre potenze europee, che in un modo o nell'altro i bizantini avrebbero resistito. Tale analisi risultava assolutamente sommaria e superficiale, in quanto era ormai da un secolo che lo Stato bizantino aveva un peso specifico secondario nello scenario internazionale, circostanza che lo rese preda dei suoi aggressivi vicini. Nel 1453, benché le mura di Costantinopoli si ergessero imponenti, esse non andavano oltre un effetto deterrente, considerando che l'impero non godeva più della superiorità militare sull'avversario; al contrario, nel passato Bisanzio aveva resistito proprio in virtù della sua tecnologia, come nel caso dell'assedio arabo del 674-678, nel corso del quale trovò applicazione l'efficacissimo fuoco greco, sconosciuto ai nemici. Nell'attacco del XV secolo, la modernissima artiglieria ottomana giocò un ruolo chiave nel surclassare le ultime difese bizantine.

#### Nascita di una superpotenza

Il Despotato di Morea nel 1450 circa

Da un punto di vista squisitamente geografico, la presa di Costantinopoli non arrecò alcun consistente beneficio all'espansione dell'Impero ottomano, considerando che già controllava quasi ogni territorio bizantino collocato tra Asia Minore e penisola balcanica. In campo economico, invece, l'acquisizione della capitale completò finalmente il dominio ottomano dei porti situati sullo stretto dei Dardanelli, agevolando pure gli scambi tra le regioni europee in mano musulmana e quelle asiatiche. La resa dello Stato romeo consentì agli ottomani di scongiurare il rischio della proclamazione di una nuova crociata da parte dell'Occidente per salvare Costantinopoli, come era avvenuto nel caso delle battaglie di Nicopoli e Varna. Inoltre, Maometto II eliminò quello che poteva costituire un fattore di instabilità nel suo regno, considerando che il basileus sosteneva di proposito i pretendenti al trono ottomano e non il sultano stesso. Ricorrendo a pretesti simili, Maometto II si accinse a soggiogare i tre Stati greci ancora indipendenti (Mistra nel Peloponneso, Trebisonda nel Ponto e Teodoro in Crimea). La Morea, formale possesso del basileus, divenne nel tempo appannaggio di membri della famiglia imperiale che ne contestarono il controllo. Lo stesso Costantino XI fu despota della Morea prima di diventare imperatore bizantino. Già nel 1452, Maometto II inviò parte del suo l'esercito a devastare il territorio greco per impedirgli di giungere in aiuto di Costantinopoli e, dopo la caduta della città, la regione divenne l'obiettivo prioritario di Maometto II. Il despotato era al tempo dominato da Tommaso Paleologo e Demetrio Paleologo, i quali avevano tra l'altro chiesto aiuto proprio agli Ottomani nel 1454 per sedare la rivolta delle comunità albanesi. Nel 1456 Atene si rivolse ai musulmani con la stessa richiesta, mentre al contempo, constatata la situazione disperata, i despoti si prodigarono per cercare di reclutare i sostenitori di una crociata in Occidente. Scoperto questo piano, Maometto II reagì inviando una nuova spedizione per devastare il despotato nel 1458, prima di impadronirsene in modo definitivo nel 1460. L'anno successivo l'Impero di Trebisonda subì la stessa sorte. L'imperatore Davide II, che aveva tentato di chiedere supporto esterno a più riprese, fu costretto a capitolare il 15 agosto 1461 quando gli ottomani si prepararono a compiere l'assedio di Trebisonda.
Questo processo di distruzione delle forze cristiane che tentavano di opporsi all'avanzata ottomana in Europa (e in misura minore in Asia Minore) continuò per tutto il regno di Maometto II e dei suoi successori. In tutti i Balcani, gli ultimi bastioni della resistenza cristiana cedettero gradualmente il passo. Giorgio Castriota Scanderbeg, il famoso condottiero albanese, morì nel 1468 e con lui la resistenza del suo popolo contro il nemico musulmano. Allo stesso modo, il Principato di Valacchia guidato da Vlad III l'Impalatore fu obbligato, alla morte di quest'ultimo avvenuta nel 1476, ad accettare il rapporto di vassallaggio con il sultano. L'Impero ottomano acquisì così lo status di grande potenza e la sua influenza divenne presto palpabile in Europa. La caduta di Costantinopoli ebbe un impatto nelle successive decisioni di politica estera militare ottomana. Il declino bizantino privò la cristianità occidentale del suo tradizionale baluardo contro l'avanzata musulmana, respinta nel corso dei due assedi arabi di Costantinopoli. La caduta della capitale fece sentire le potenze occidentali pericolosamente esposte alla minaccia degli "infedeli". Allo stesso tempo, l'Impero ottomano cercò di impossessarsi dell'eredità del mondo bizantino e di atteggiarsi come superpotenza; ciò evince chiaramente dalle opere di Tursun Beg, biografo di Maometto II, il quale ritiene il suo impero il «più grande della storia» e il cui modello di regno doveva ispirarsi non a Roma o Bisanzio, ma alla Ctesifonte di epoca sasanide, alla Tabriz mongola o alla Baghdad ellenica e islamizzata. Fu con questo spirito che Maometto nominò Costantinopoli la sua capitale nel giugno 1453. In veste di erede degli imperatori bizantini, Maometto II decise rapidamente di nominare un nuovo patriarca, che sarebbe diventato la nuova guida della comunità di ortodossi cristiani in territorio ottomano. Si schierò inoltre con Gennadio Scholarios, a capo del partito antiunionista a Costantinopoli e quest'ultimo fu nominato da un sinodo nelle prime settimane dopo la presa della città. Nel gennaio 1454 Scholarios fu intronizzato da Maometto II, che assunse il ruolo di imperatore bizantino nella cerimonia. Le fonti testimoniano generalmente la sua preoccupazione di riportare al suo splendore imperiale l'antica città dando in via a un'intensa ricostruzione, con Costantinopoli si ripopolò presto con l'arrivo di armeni, ebrei e turchi desiderosi di concorrere nei commerci o di farsi una nuova vita in un insediamento a maggioranza greca. In linea generale, la comunità greca fu generalmente soggetta allo stesso status delle altre comunità cristiane dell'impero, con la Chiesa ortodossa che ad esempio esercitò la funzione di giudice nella maggior parte delle controversie in campo civile relative ai suoi fedeli.
Contrariamente a quanto si sarebbe portati a credere, dopo la conquista del 1453 il nome di Costantinopoli non fu convertito in Istanbul, ma ciò avvenne soltanto negli anni Venti del Novecento per decisione del governo della Repubblica turca. Gli Ottomani continuarono a chiamarla con la versione araba del nome della città, Kostantîniyye.

### Diplomatiche

Ritratto romantico dell'ultimo crociato di Karl Friedrich Lessing che illustra il fallimento dei tentativi cristiani di difendere Costantinopoli dagli invasori

Ci vollero poche settimane prima che la cristianità venisse a conoscenza della notizia della caduta di Costantinopoli. Tre navi fuggite dalla città approdarono in Candia, sull'isola di Creta, il 9 giugno, diffondendo sull'isola un senso di «costernazione». Anche le colonie veneziane della Calcide e di Modone furono rapidamente informate della presa della roccaforte e inviarono dei messaggeri che giunsero nella città lagunare il 29 giugno. Da lì le informazioni non tardarono ad arrivare a Roma il 4 luglio prima di raggiungere Napoli e il re Alfonso V d'Aragona, dopodiché l'intera Europa. Ovunque prevalse lo stupore, poiché tutti credevano che le fortificazioni della città fossero abbastanza forti da reggere un assedio, almeno prima dell'arrivo dei rinforzi. Subito dopo la caduta di Costantinopoli, Venezia, in virtù dei suoi grandi interessi nel Mar Egeo, consigliò cautela alle sue varie colonie e spedì degli emissari che potessero riferire di un'eventuale offensiva ottomana. Assai più preoccupante era la situazione di Genova, impegnata in guerre in Occidente che le impedirono di inviare soccorsi nelle sue varie località orientali, compresa Pera, nel distretto di Galata. Il governatore di quest'ultima area cercò di convincere il sultano, il quale lo ricevette in una prima occasione con sdegno, a concedere alla città diversi privilegi. Tuttavia, quando Maometto II arrivò a Pera il 3 giugno, ordinò ai genovesi di abbassare le armi. Da quel momento in poi, Pera appartenne completamente all'Impero ottomano e il governatore genovese fu rimpiazzato da un funzionario osmanico. Inoltre, l'acquisizione di tutto lo stretto da parte di Maometto II condannò l'esistenza delle città genovesi del Mar Nero, nessuna delle quali, con la sola eccezione di Chio, sopravvisse più di cinquant'anni dopo la conquista di Costantinopoli e dovettero pagare costosi tributi. Le altre città commerciali italiane (Firenze, Ancona, ecc.) si trovarono in una condizione migliore e intrattennero rapidamente nuove relazioni commerciali con il sultano. Poiché queste città non avevano dei possedimenti nella regione del Levante, non esplose alcun contrasto con le mire espansionistiche ottomane. Allo stesso modo, i catalani tornarono abbastanza rapidamente a Costantinopoli, sebbene il consolato scomparve definitivamente con l'Impero bizantino.
Papa Nicola V propose di effettuare una crociata nel settembre 1453, a ridosso di quando Federico III d'Asburgo annunciò lo svolgimento di una Dieta imperiale a Ratisbona per decidere se darne effettiva attuazione. Tuttavia, questo tentativo si rivelò un fallimento, proprio come la successiva Dieta di Francoforte del settembre 1454, la cui promessa di inviare cavalieri e fanti cadde nel vuoto. Come prima del 1453, i governanti occidentali avevano problemi interni o non disponevano dei mezzi necessari per intervenire. Federico III, per esempio, non aveva abbastanza potere sui suoi vari vassalli per sperare di intraprendere un'azione efficace. Carlo VII di Francia dovette occuparsi della ricostruzione dei suoi domini, mentre Enrico VI d'Inghilterra, affetto da una malattia mentale, fece precipitare il suo regno nella guerra delle Due Rose. Ladislao d'Ungheria, che dovette affrontare l'influenza di Giovanni Hunyadi, non disponeva delle risorse necessarie per impensierire i Turchi e Alfonso V, pur avendo accarezzato l'idea di ricostruire l'Impero latino, virò verso una strategia difensiva. Infine, il duca Filippo III di Borgogna, pur avendo promesso di recarsi a Costantinopoli per riconquistarla nel corso di una sforzosa cerimonia, la cosiddetta festa del fagiano, non allestì mai un esercito per l'Oriente. Papa Callisto III, successore di Nicola, pubblicò la bolla Ad summi apostolatus apicem il 15 maggio 1455, la quale proclamava l'innalzamento di decime per finanziare un spedizione prevista per il 1º marzo 1456. Nel giugno 1456, il papa riuscì a inviare una flotta che espugnò le isole di Lemno, Taso e Samotracia, ma nessun principe cristiano si dimostrò in grado di difendere queste conquiste, che rapidamente ricaddero sotto il controllo ottomano. Con il passare degli anni, l'ipotesi di tornare a riprendere il controllo di Costantinopoli si diradò. Il progetto crociato di Pio II scomparve con la sua morte nel 1464, nonostante l'apparente motivazione di Filippo di Borgogna a rispettare il suo impegno. Carlo il Temerario, successore di quest'ultimo, riconsiderò il progetto della crociata borgognona e firmò un'alleanza con Ferdinando I d'Aragona nel 1471, benché le lotte che lo impegnarono con Luigi XI di Francia lo costrinsero ad abbandonare questo progetto.

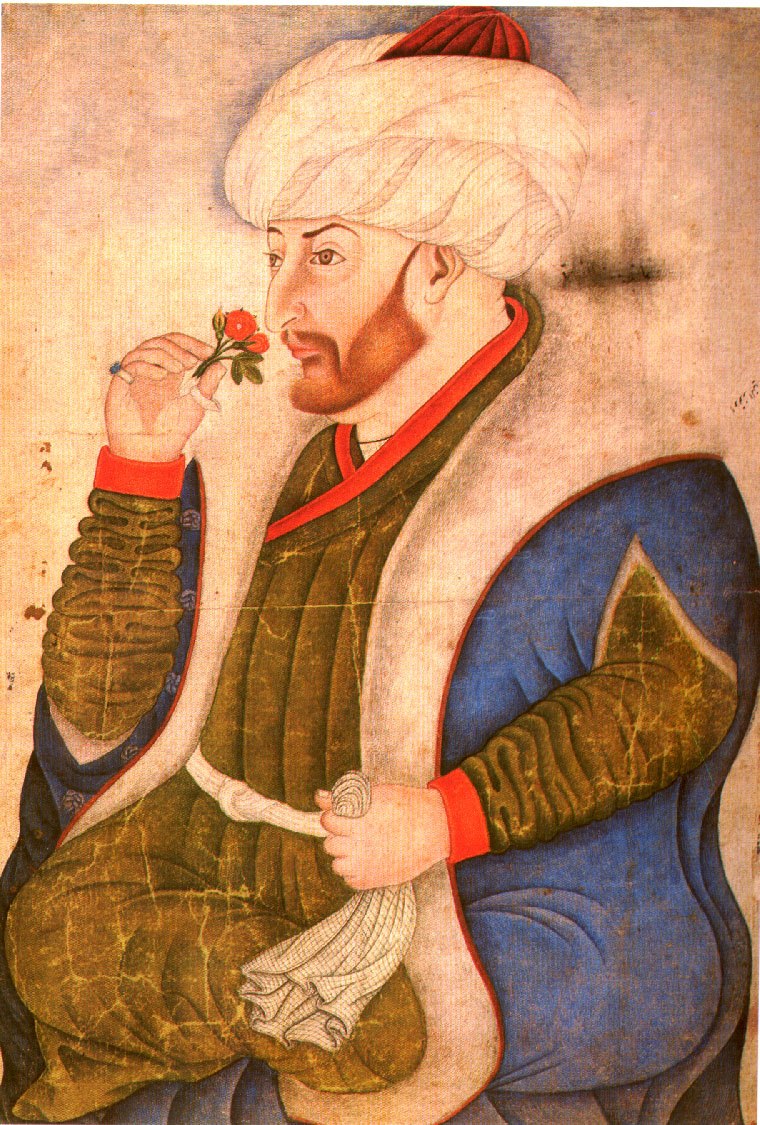
Maometto II, noto come "Fatih" o "il Conquistatore" dopo la sua vittoria

Nonostante le spinte energiche dei vari pontefici susseguitisi negli anni 1450 e 1460, in Occidente si diffuse un atteggiamento di tolleranza della dominazione ottomana, giustificato dalla profonda inimicizia che esisteva tra l'antica Costantinopoli dei Greci scismatici e l'Occidente cattolico. Laonico Calcondila si dimostrò profondamente rattristato dal fatto che la caduta di Costantinopoli fosse stata interpretata come la giusta punizione da riservare ai Greci per il saccheggio di Troia. Quel livello d'influenza del pontefice che aveva portato all'attuazione delle vittoriose prime crociate all'inizio del Basso Medioevo era ormai un ricordo e, in generale, molte corti sottovalutarono la pericolosità costituita dalla minaccia ottomana, al contrario come detto delle regioni balcaniche. Gli Stati più piccoli costituiti dalle isole greche si sentirono sollevati dalla scelta di Maometto II non volerli attaccare nell'immediato, ma la libertà venne pagata al costo di esosi tributi. Benché fossero state realizzate alcune opere nella letteratura occidentale che richiamavano la tragica caduta della capitale, si finì per accantonare la parentesi bizantina e quasi dimenticarsene, tanto che, come sottolinea Steven Runciman, quando scoppiò la guerra d'indipendenza greca il mito a cui si rifacevano i sostenitori stranieri «era quello di Pericle e Temistocle, mai di Costantino». Non trascorse più di qualche anno per vedere scomparire definitivamente l'ipotesi di riformare un impero bizantino.
In Europa, solo il Granducato di Mosca si propose come erede della cultura bizantina, soprattutto con riferimento al fatto che si tratta dell'ultimo Paese ortodosso ancora non sottoposto alla dominazione ottomana. Così, sul mito della "Terza Roma", mentre Mosca univa i vari popoli russi sotto la sua bandiera essa si proponeva altresì come custode di un mondo ormai perduto. A testimoniare ancor di più questa volontà, bisogna ricordare il matrimonio tra lo zar Ivan III e Sofia, figlia del despota e Tommaso Paleologo e nipote di Costantino XI. A giudizio di Ivan III, quest'unione gli arrogò il diritto di recuperare l'aquila bicipite dello stemma imperiale e di attribuirsi di fatto il titolo di successore dell'Impero bizantino.

### Storiche

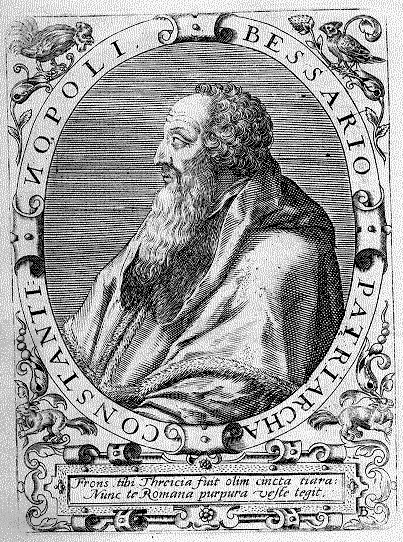
Calcografia raffigurante il cardinale Bessarione, opera di Theodor de Bry

Oltre al 1492, anno della scoperta dell'America, anche il 1453 viene spesso ritenuto da vari studiosi l'evento che segnò la conclusione del Medioevo e il passaggio al Rinascimento e all'Età moderna. Sono diverse le ragioni che sottendono a una tale opinione. Innanzitutto, la caduta di Costantinopoli comportò la fine dell'impero bizantino, la cui rilevanza fu innegabile nello scenario europeo sin dai tempi di Eraclio I (al potere dal 610 al 641). Cercando di mantenere fede al ruolo auto-attribuitosi di custode del sapere dell'antica Roma e persino dell'antica Grecia, l'impero si arricchì di numerose biblioteche, perlopiù legate ai monasteri, in cui erano conservati molteplici scritti di studiosi e studiosi greco-romani. Dall'Ottocento si diffuse l'idea che la caduta di Costantinopoli fosse l'origine diretta del Rinascimento italiano, benché ad oggi tale opinione sia confutata perché quel movimento culturale era già in corso nella penisola. Furono molti gli eruditi bizantini a spostarsi verso ovest, ma accanto a essi non va dimenticata anche la gente comune che sia dalla capitale sia da altre parti dell'impero scomparso (si pensi all'Albania) si spostò verso l'Italia, soprattutto quella meridionale.
Lo studioso Franz Babinger ritiene valida l'ipotesi di considerare il 1453 come uno spartiacque, rimarcando il passaggio da uno Stato che propugnava la fede ortodossa «all'arcinemico della fede cristiana», che non poteva non scuotere la tranquillità del mondo occidentale. Dal canto suo, Steven Runciman contesta l'idea che la presa di Costantinopoli corrisponda alla fine del Medioevo:
Non si deve pensare che la cultura greca fosse scarsamente conosciuta prima del 1453, considerando l'importante ruolo assunto dalle traduzioni nell'Occidente latino durante il XII secolo. Così, mentre è vero che intellettuali bizantini giunsero in Italia dopo la caduta di Costantinopoli o negli anni precedenti, come il cardinale Bessarione che lasciò poi in eredità la sua collezione di manoscritti alla biblioteca di Venezia, questo movimento culturale iniziò ben prima del 1453. Nel 1396, l'umanista Manuele Crisolora partì per la città di Firenze, dove insegnò greco. Molti italiani si recarono a Costantinopoli da dove partirono con manoscritti come Giovanni Aurispa, il quale riportò gran parte delle opere di Platone in Europa occidentale dal 1430. Allo stesso modo, il Concilio di Firenze del 1438 si rivelò un'occasione di incontro tra intellettuali italiani e membri dell'ambasciata romea, tra cui molti eruditi. In definitiva, la partenza delle élite bizantine non risultò legata solo alla caduta di Costantinopoli, ma alla lenta disintegrazione dell'Impero bizantino. Il contributo greco si dimostrò determinante per quanto riguardava l'ambito linguistico; gli studiosi bizantini permetteranno agli italiani e agli europei in genere di approfondire ulteriormente la conoscenza del greco e quindi di tradurre più accuratamente i molti testi antichi. Altri studiosi hanno segnalato l'importanza storica della cattura di Costantinopoli dal punto di vista militare, considerato il ricorso da parte dell'esercito ottomano di cannoni, già in uso fino ad allora con scarsa fortuna da circa un secolo, e altre armi d'assedio che avrebbero in futuro trovato larga applicazione. Con le nuove armi a disposizione, Maometto II dimostrò che anche le antiche fortezze medievali, una volta ritenute inespugnabili, dovevano da quel momento temere le nuove armi.
In definitiva, resta difficile oggi attribuire una data precisa alla fine del Medioevo. Questo evento va piuttosto considerato come il risultato di un lento processo che si trascinò per tutto il XV secolo o anche fino all'inizio del XVI secolo. Pertanto, seppur si possa ritenere che la caduta di Costantinopoli non costituì l'inequivocabile conclusione dell'Età di mezzo, di certo fu una delle tappe principali.

## Eredità

### Artistica

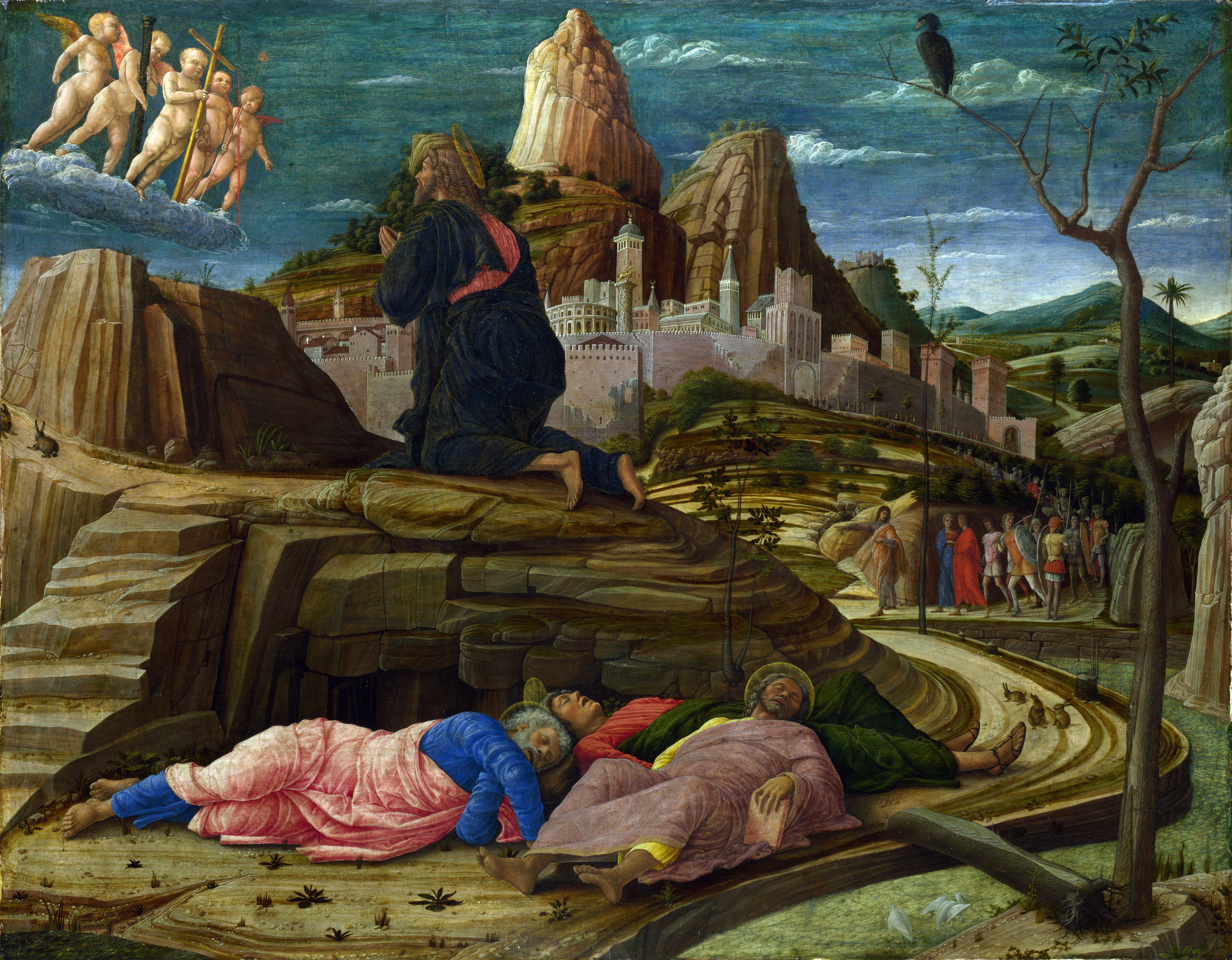
L'Orazione nell'orto di Andrea Mantegna raffigura alle spalle la città di Costantinopoli anziché Gerusalemme, come si nota in particolare dalla statua dei Cavalli di San Marco trafugata dai Veneziani il giorno dopo l'assedio di Costantinopoli del 1204

Subito dopo l'evento, la caduta di Costantinopoli divenne un tema artistico più volte ripreso. La città di Costantinopoli aveva da sempre suscitato nell'immaginario collettivo occidentale un'idea di grandezza e opulenza. Molte opere pittoriche del XV e XVI secolo la raffigurano, a volte per scopi politici, come nel caso dei numerosi affreschi dei monasteri della Moldavia realizzati durante il mandato di Pietro IV Rareș (1527-1538 e 1541-1546), fiero oppositore degli Ottomani. Molte delle raffigurazioni di Costantinopoli ritraggono eventi divini (una pioggia di fuoco, per esempio) che salvano la città dall'invasione ottomana. Il tema dell'Inno Acatisto che salva Costantinopoli contro i Persiani e gli Avari è ripreso dai Moldavi, che si considerano i nuovi beneficiari. In Italia, la città di Costantinopoli sostituì rapidamente quella di Gerusalemme in diversi dipinti religiosi di Andrea Mantegna (Orazione nell'orto) o di Jacopo Bellini.

### Letteraria

#### Occidente
La caduta di Costantinopoli ebbe ovviamente un grande impatto sulla cultura greca dell'epoca; ad essa sono dedicati diversi poemi e tradizioni relative alla rinascita dell'impero e all'agognato ritorno dell'imperatore. Tra questi rientra la leggenda dell'imperatore pietrificato che racconta di come, quando i Turchi entrarono in città, Costantino XI giunse loro incontro ma fu subito circondato e buttato a terra. Tuttavia, quando un turco tentò di assestare il colpo fatale, un angelo intervenne e portò Costantino in una grotta sotterranea sotto la Porta d'Oro, dove venne pietrificato; l'angelo tornò poi per restituirgli la vita e affidargli una spada al fine di riprendere la città. Intimoriti dalla possibilità che facesse davvero ritorno, i Turchi murarono allora tutti gli angoli della Porta d'Oro. Tra le molte opere che si basano sulla fine leggendaria di Costantino XI si devono segnalare la Morte e resurrezione di Costantino Paleologo, poema di Odysseas Elytīs o la tragedia Costantino Paleologo di Nikos Kazantzakis. Un'altra tradizione sostiene che l'altare di Santa Sofia sia stato caricato a bordo di una nave franca che affondò nel Mar di Marmara. L'altare trascinato dalle onde avrebbe dovuto rimanervi fino alla riconquista della città, quando sarebbe stato riportato nella sua vecchia posizione nella basilica. Nel frattempo, l'altare doveva rendere il mare calmo nel luogo in cui si trovava, indipendentemente dalle condizioni atmosferiche. A partire dal Settecento, la presa di Costantinopoli divenne uno dei temi più frequenti della letteratura neoellenica e dei canti popolari greci, il più famoso dei quali è senza dubbio quello che evoca gli arredi sacri della liturgia di Santa Sofia e si conclude con la consolante speranza data alla Vergine «che con gli anni, con il tempo, tutte queste cose saranno di nuovo sue».
Lo scrittore austriaco Stefan Zweig narra dell'assedio in una delle sue "miniature" in Momenti fatali, un romanzo in cui descrive momenti storici di rara intensità e decisivi nel destino del mondo. L'intensità dell'assedio e la sproporzione delle forze in campo funsero ampiamente da fonti di ispirazione anche per scritti più recenti. Alcuni ipotizzano che la battaglia dei Campi del Pelennor presente ne Il Signore degli Anelli riprenda lo scontro avvenuto a Costantinopoli, con Minas Tirith che rappresenterebbe la città in una veste decaduta.

#### Turchia

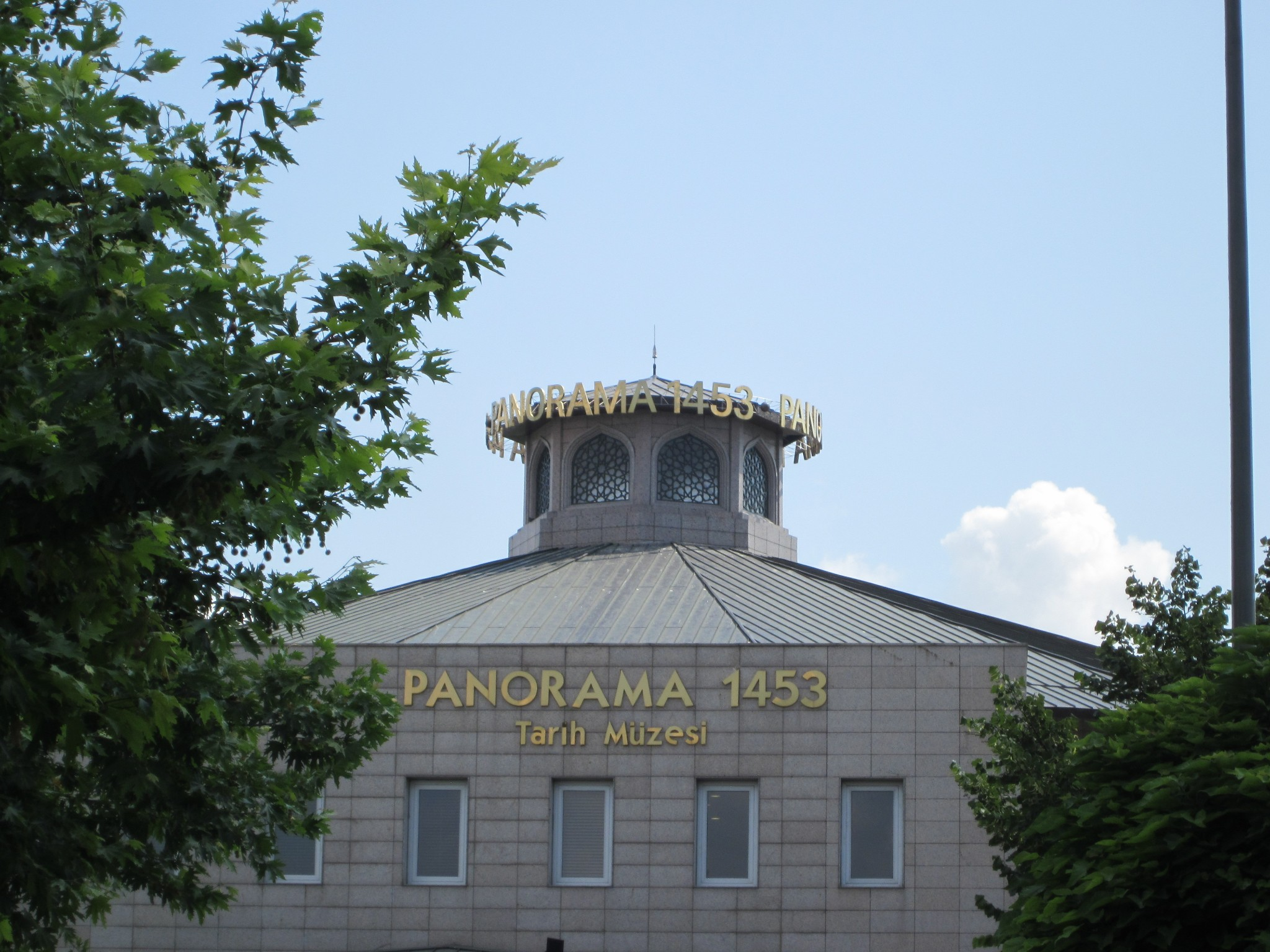
Il museo Panorama 1453 di Istanbul, dedicato interamente all'assedio di Costantinopoli del 1453

La caduta di Costantinopoli ha lasciato delle proprie tracce anche nella storia culturale turca. È possibile che la mezzaluna e la stella presenti sulla bandiera della Turchia risultino legate alla presa della città. Infatti, secondo una leggenda, il primo imperatore ottomano Osman sognò una mezzaluna e una stella che apparirono dal suo petto e si espansero, presagendo l'assedio di Costantinopoli da parte della sua dinastia. Altre leggende sostengono che la mezzaluna e la stella furono viste la notte della caduta di Costantinopoli nelle mani di Maometto II nel 1453. A Istanbul ha aperto nel 2009 il museo Panorama 1453, dedicato specificatamente a questo evento storico.

### Cinematografica
In maniera forse un po' sorprendente, in ambito cinematografico vi è soltanto un film realizzato nell'Europa occidentale che affronta l'argomento, L'agonia di Bisanzio del regista Louis Feuillade del 1913.
Per quanto riguarda la Turchia, una prima pellicola dedicata all'assedio venne realizzata nel 1951; intitolata Istanbul'un fethi ("La conquista di Costantinopoli"), il suo regista era Aydin Arakon. Nel febbraio del 2012, sempre in Turchia, è stata realizzata la pellicola Fetih 1453, il cui costo stimato (circa 17 milioni di dollari) superava quello di qualsiasi altro film nella storia della cinematografia turca. Ripercorrendo la cattura di Costantinopoli da parte di Maometto II, il lavoro attirò molte critiche in Grecia a causa del ritratto dei Bizantini e in particolare del ritratto fornito di Costantino XI, ritenuto offensivo e «di propaganda», nonché dell'assenza di qualsiasi menzione del saccheggio della città. In patria, invece, Fetih 1453 ha suscitato grande entusiasmo, attirando più di sei milioni di spettatori, un record per il Paese turco. Fetih 1453 rientra nel filone revisionista caratterizzato da una riconsiderazione del periodo ottomano nella storiografia nazionale, diffusosi in Turchia da diversi anni. Un tempo descritto come decadente, il periodo ottomano viene percepito sempre più positivamente in Turchia, specialmente nei suoi episodi più gloriosi come la conquista di Costantinopoli o il regno di Solimano il Magnifico. Nel 2019, un docu-drama turco prodotto da Netflix, L'Impero Ottomano, ripercorre in maniera più storicamente accurata la presa della capitale bizantina.

### Esplicative
1. ↑  Attorno al 1447 il despota Đurađ di Serbia fornì fondi ai bizantini per rinforzare le mura della città, ma essendo ufficialmente un vassallo ottomano, dovette inviare 1500 soldati per aiutare il sultano a conquistare Costantinopoli.
2. ↑  La popolazione della capitale si era ridotta da circa 400000 nel XII secolo a tra 40000 e 50000 nel 1450.
3. ↑  Fonti ostili nei confronti dei genovesi, riferiscono invece che Giustiniani fu ferito solo lievemente o per niente, e travolto dalla paura, si finse ferito per abbandonare il campo di battaglia, lasciando la città in balia del crudele destino.
4. ↑  Secondo alcune fonti Costantino riuscì a fuggire, secondo altre, come il veneziano Nicolò Barbaro, Costantino si impiccò nel momento in cui i Turchi fecero irruzione da porta San Romano, gli Ottomani affermarono che l'imperatore fu ucciso in un incontro accidentale con turchi un po' più a sud, mentre si dirigeva verso il Mar di Marmara per fuggire via mare. Rimane la tesi più avvalorata quella che afferma che Costantino morì guidando un'ultima disperata carica, morendo sulle strade della città assieme ai suoi uomini, non prima di aver fatto strage valorosamente di molti turchi.
5. ↑  Secondo la leggenda un angelo avrebbe consegnato una spada a un povero seduto sulla colonna di Costantino dicendogli «Prendi questa spada e vendica il popolo del Signore». A questo punto i Turchi sarebbero fuggiti e i Bizantini li avrebbero cacciati dall'Europa e dall'Anatolia.
6. ↑  Nel 1422 Murad II assediò Costantinopoli perché la riteneva responsabile di aver parteggiato per un pretendente rivale al trono ottomano: Babinger (1992), pp. 9-10.

### Bibliografiche
1. ↑  Ćirković (2004), pp. 106-107.
2. ↑  Nicol (2002), p. 57.
3. ↑  Runciman (2016), p. 108.
4. ↑  Nicolle (2007), pp. 237-238.
5. ↑  Fieldman (2008), p. 99.
6. ↑   Charles Foster, The Conquest of Constantinople and the end of empire, su Contemporary Review, 22 settembre 2006 (archiviato dall'url originale l'11 giugno 2009).
«It is the end of the Middle Ages»
7. ↑  Sfranze (1990).
8. 1 2 3 4  Howard (2017), p. 69.
9. 1 2  Runciman (2016), p. 204.
10. 1 2  Runciman (2016), p. 205.
11. ↑  Setton (1976), p. 313.
12. 1 2 3  Crowley (2008), p. 262.
13. 1 2 3  Runciman (2016), p. 202.
14. ↑  Runciman (2016), pp. 202-203.
15. 1 2 3  Runciman (2016), p. 203.
16. ↑  Runciman (2016), pp. 204-205.
17. ↑  Howard (2016), p. 70.
18. 1 2  Runciman (2016), p. 206.
19. ↑  Runciman (2016), pp. 206-207.
20. ↑  (EN) fall of Constantinople | Facts, Summary, & Significance | Britannica, su www.britannica.com. URL consultato il 21 ottobre 2022.
21. 1 2 3  Norwich (2000).
22. ↑   Thomas Madden, Crusades: The Illustrated History, ISBN 9780472114634.
23. ↑  (EN) John Haldon, Byzantium at War 600-1453, New York, 2000.
24. ↑   Cyril Mango, The Oxford History of Byzantium, New York, 2005.
25. ↑   Bisanzio, gli stati italiani e il concilio di Ferrara-Firenze (1438-1439) (PDF), su core.ac.uk. URL consultato il 20 ottobre 2018 (archiviato dall'url originale il 21 ottobre 2018). - nota 239 a pagina 78
26. ↑  AA.VV., Storia d'Italia Einaudi, vol. II, 1972, p. 2103.
27. 1 2  Nicol (2008).
28. 1 2 3 4  Crowley (2008).
29. ↑  (EN) [Bosphorus (i.e., Bosporus), view from Kuleli, Constantinople, Turkey], su loc.gov, 1890. URL consultato il 6 luglio 2022.
30. ↑  (EN) Kenneth Meyer Setton, The Papacy and the Levant (1204–1571): The Fifteenth Century, Vol. II, DJane Publishing, 1978, ISBN 0871691272.
31. 1 2  Pertusi (1976).
32. ↑  (EN) Philippe Buc, One among many renegades: the Serb janissary Konstantin Mihailović and the Ottoman conquest of the Balkans, in Journal of Medieval History, vol. 46, n. 2, 14 marzo 2020,  pp. 217-230, DOI:10.1080/03044181.2020.1719188, ISSN 0304-4181 (WC · ACNP). URL consultato il 6 agosto 2022.
33. ↑   Miloš Ivanović, Militarization of the Serbian State under Ottoman Pressure, in The Hungarian Historical Review, vol. 8, n. 2, 2019,  pp. 390-410. URL consultato il 6 agosto 2022.
34. ↑  Norwich (2000), p. 373.
35. 1 2  Runciman (2000).
36. ↑   Ralph-Johannes Lilie, Bisanzio - La seconda Roma, collana I volti della storia, Roma, Newton & Compton editori, 2005.
37. ↑  Runciman (2016), pp. 96-97.
38. 1 2 3  Norwich, 2000, 376.
39. ↑  Niccolò Barbaro.
40. ↑  Runciman (2016), p. 84.
41. ↑  Gibbon (2010), p. 486.
42. ↑   Alexander Vasiliev, A History of the Byzantine Empire, Vol. II, University of Wisconsin Press, 1928,  pp. 651-652.
43. ↑  (EN) Donald Nicol, The Last Centuries of Byzantium, 1261–1453, Cambridge University Press, 1993.
44. ↑  Gibbon (2010), pp. 490-491.
45. ↑  Müller-Wiener (1977), passim.
46. ↑  Müller-Wiener (1977), p. 406.
47. ↑  Müller-Wiener (1977), p. 132.
48. ↑  Müller-Wiener (1977), p. 110.
49. ↑  Müller-Wiener (1977), p. 187.
50. ↑  Müller-Wiener (1977), p. 32.
51. ↑  Müller-Wiener (1977), p. 172.
52. ↑  Runciman (2016), pp. 199-200.
53. ↑  Runciman (2016), pp. 200-201.
54. 1 2  Ostrogorskij (2014), pp. 507-508.
55. 1 2  Nicol (2008), pp. 434-435.
56. ↑  Ostrogorskij (2014), pp. 506-507.
57. 1 2  Runciman (2016), p. 171.
58. ↑  Ostrogorskij (2014), p. 507.
59. ↑  Ostrogorskij (2014), p. 109.
60. ↑  Runciman (2016), pp. 6-7.
61. 1 2 3 4 5  Ostrogorskij (2014), p. 509.
62. ↑  Nicol (2008), p. 419.
63. ↑  Nicol (2008), p. 420.
64. ↑  Runciman (2016), p. 185.
65. 1 2  Runciman (2016), p. 187.
66. ↑  Runciman (2016), p. 188.
67. ↑  Howard (2017), pp. 71-72.
68. 1 2  Runciman (2016), p. 164.
69. ↑  Runciman (2016), p. 168; Howard (2017), pp. 66, 110.
70. ↑  Runciman (2016), p. 172.
71. ↑  Runciman (2016), p. 170.
72. ↑  Runciman (2016), pp. 170-171.
73. 1 2  Runciman (2016), pp. 174-175.
74. ↑  Runciman (2016), pp. 174-175; Babinger (1992), p. 102.
75. ↑  Babinger (1992), p. 103.
76. 1 2  Nicolle (2007), p. 45.
77. 1 2  Runciman (2016), p. 173.
78. ↑  Runciman (2016), p. 176.
79. ↑  Runciman (2016), pp. 176-177.
80. ↑  Runciman (2016), p. 177.
81. ↑  Lock (2013), p. 203.
82. ↑  Runciman (2016), p. 181.
83. ↑  Setton (1976), p. 188.
84. ↑  (FR) Jacques Heers, Chute et mort de Constantinople, Tempus, Perrin, 2007,  p. 276.
85. 1 2  Runciman (2016), p. 178.
86. ↑  Runciman (2016), pp. 178-179.
87. ↑  Runciman (2016), p. 200.
88. ↑  Nicol (2008), p. 433.
89. ↑  Howard (2017), p. 108 .
90. ↑  Ostrogorskij (2014), pp. 509-510.
91. ↑  Runciman (2016), p. 198.
92. 1 2  Ostrogorskij (2014), p. 510.
93. ↑  Ostrogorskij (2014), p. 85.
94. ↑  Runciman (2016), p. 157.
95. ↑  Runciman (2016), p. 9.
96. ↑  Runciman (2016), p. 195.
97. ↑  Babinger (1992), p. 98.
98. 1 2  Runciman (2016), p. 6.
99. ↑  Brioist (2003), pp. 27-28.
100. ↑  Brioist (2003), p. 186.
101. ↑  Nicol (2008), p. 332.
102. 1 2 3 4  Brioist (2003), p. 188.
103. ↑  Babinger (1992), p. 78.
104. ↑  Runciman (2016), p. 87.
105. ↑   Touring club italiano, Romania: Bucarest e la Valacchia, la Moldavia e la Transilvania, i Carpazi e il Danubio, Touring Editore, 2007,  p. 184, ISBN 978-88-36-53316-9.
106. ↑   Giuseppe Damigella, L'arte racconta Dio, Baldini & Castoldi, 2020,  p. 135, ISBN 978-88-93-88717-5.
107. ↑  (EN) Marios Philippides, Constantine XI Dragaš Palaeologus (1404-1453): The Last Emperor of Byzantium, Routledge, 2018,  p. 372, ISBN 978-13-51-05540-6.
108. ↑  (EN) What Ever Happened to the Holy Altar of Hagia Sophia After 1453?, su pravoslavie.ru. URL consultato il 2 settembre 2022.
109. ↑  (EN) Fiona Larkan e Fiona Murphy, Memory and Recovery in Times of Crisis, Routledge, 2017,  p. 200, ISBN 978-13-17-02037-0.
110. ↑   Atti della Accademia ligure di scienze e lettere, Accademia ligure di scienze e lettere, 1975,  p. 239.
111. ↑   Bandiera turca, su allaboutturkey.com. URL consultato il 2 settembre 2022.
112. ↑   Museo Panorama 1453, su viator.com. URL consultato il 2 settembre 2022.
113. ↑   L'Agonie de Byzance, su IMDb. URL consultato il 2 settembre 2022.
114. ↑   Istanbul'un Fethi, su IMDb. URL consultato il 2 settembre 2022.
115. ↑   Maurizio Encari, Recensione Conquest 1453, su cinema.everyeye.it, 15 ottobre 2012. URL consultato il 2 settembre 2022.
116. 1 2   Turchia: film su caduta Costantinopoli, successo e critiche, su ANSAmed, 20 febbraio 2012. URL consultato il 2 settembre 2022.
117. ↑   Luca Coniglio, L'Impero Ottomano, la recensione del documentario Netflix, su universalmovies.it, 3 aprile 2020. URL consultato il 2 settembre 2021.

### Fonti primarie
- Ducas, Historia turco-bizantina 1341-1462, a cura di Michele Puglia, Rimini 2008, il Cerchio, 2008, ISBN 88-8474-164-5.
- Giorgio Sfranze, Cronaca, a cura di Riccardo Maisano, Roma, 1990.
- Giorgio Sfranze, Paleologo. Grandezza e caduta di Bisanzio, Palermo, Sellerio, 2008, ISBN 88-389-2226-8.

### Fonti secondarie
- (VEC) Niccolò Barbaro, Giornale dell'assedio di Costantinopoli 1453 di Nicolò Barbaro p. v. corredato di note e documenti per Enrico Cornet., Vienna, Libreria Tendler & Comp., 1856.
- (EN) Franz Babinger, Mehmed the Conqueror and His Time, a cura di William C. Hickman, traduzione di Ralph Manheim, Princeton University Press, 1992, ISBN 978-0-691-01078-6.
- Mario Biondi, Il cielo della mezzaluna, Milano, Longanesi, 1983.
- (FR) Pascal Brioist, La Renaissance, 1470-1570, Atlande, 2003, ISBN 978-2-912232-29-8.
- (EN) Sima Ćirković, The Serbs, Malden: Blackwell Publishing, 2004, ISBN 9781405142915.
- Roger Crowley, 1453. La caduta di Costantinopoli, Milano, Bruno Mondadori, 2008, ISBN 978-88-6159-068-7.
- Alain Ducellier e Michel Kaplan, Bisanzio, San Paolo e Milano, 2002.
- (EN) Ruth Fieldman, The Fall of Constantinople, Twenty-First Century Books, 2008.
- Edward Gibbon, Declino e caduta dell'Impero romano, Mondadori, 1776, ISBN 978-8804452843.
- (EN) Douglas A. Howard, A History of the Ottoman Empire, Cambridge University Press, 2017, ISBN 978-1-108-10747-1.
- Ralph-Johannes Lilie, Bisanzio la seconda Roma, Roma, Newton & Compton, 2005, ISBN 88-541-0286-5.
- (EN) Peter Lock, The Routledge Companion to the Crusades, Routledge, 2013, ISBN 978-1-135-13137-1.
- (DE) Wolfgang Müller-Wiener, Bildlexikon zur Topographie Istanbuls: Byzantion, Konstantinupolis, Istanbul bis zum Beginn d. 17 Jh, Tubinga, Wasmuth, 1977, ISBN 978-3-8030-1022-3.
- (EN) Donald Nicol, The Immortal Emperor: The Life and Legend of Constantine Palaiologos, Last Emperor of the Romans, Cambridge University Press, 2002, ISBN 978-0-521-89409-8.
- (EN) Donald Nicol, Last Centuries of Byzantium, 2ª ed., Cambridge University Press, 2008.
- (EN) David Nicolle, The Fall of Constantinople: The Ottoman Conquest of Byzantium, New York, Osprey Publishing, 2007.
- John Julius Norwich, Bisanzio, Milano, Mondadori, 2000.
- Georgij Ostrogorskij, Storia dell'Impero bizantino, traduzione di Piero Leone, Torino, Einaudi, 2014, ISBN 978-88-06-22416-5.
- Agostino Pertusi, La caduta di Costantinopoli. Le testimonianze dei contemporanei, Milano, Mondadori, 1976, ISBN 88-04-13431-3.
- Giorgio Ravegnani, La storia di Bisanzio, Roma, Jouvence, 2004.
- Giorgio Ravegnani, Bisanzio e Venezia, Bologna, il Mulino, 2006.
- Silvia Ronchey, Lo stato bizantino, Torino, Einaudi, 2002.
- Steven Runciman, Costantinopoli, ultimo atto, Edizioni Piemme, 2016, ISBN 978-88-585-1579-2.
- (EN) Kenneth Meyer Setton, The Papacy and the Levant, 1204-1571: The thirteenth and fourteenth centuries, American Philosophical Society, 1976, ISBN 978-0-87169-114-9.